# Kendra Lust
Kendra Lust (18 de setembre de 1978; Madison Heights, Michigan) és una actriu pornogràfica nord-americana.

## Primers anys
Lust va néixer a Madison Heights (Michigan), en una família d'ascendència franc-canadenca i italiana. Durant la seva etapa universitària, Lust va treballar com stripper durant un any i mig per poder pagar la matrícula dels seus estudis. Es va graduar amb una llicenciatura en infermeria, arribant a treballar en la professió durant set anys.

## Carrera
Va treballar com a model de càmera web aproximadament tres mesos abans que comencés a actuar en pel·lícules pornogràfiques. Ella va entrar en la indústria del cinema per a adults al març de 2012.
La seva primera escena va ser amb Phoenix Marie i Rachel Starr en Peeping at the Keyhole per Brazzers. La seva primera escena noi-noia va ser amb Manuel Ferrara.
Lust va realitzar la seva primera escena de sexe interracial per a la pel·lícula The Booty d'Archangel Productions, llançada al novembre de 2014.
Al maig de 2015, va signar un contracte d'un any amb Archangel Productions per realitzar escenes de sexe interracial exclusivament per a l'estudi. Al mes següent, Zero Tolerance Entertainment va contractar a l'actriu amb una llicència no exclusiva, el seu tracte amb la companyia inclou l'oportunitat per a ella de dirigir les seves pel·lícules i el llançament d'una línia exclusiva de joguines modelat a partir del seu cos. Aquest mateix any rodaria la seva primera escena de sexe anal en Miss Tushy al costat de Mick Blue.
Ha rodat més de 200 pel·lícules com a actriu, així com 6 com a directora.
L'any 2015, Lust va llançar l'agència de talents Society 15. També és propietària de la productora Lust Army Productions.

## Vida personal
Lust està casada amb un oficial de policia i té una filla.Ella té una casa a Michigan i un condomini a Los Angeles.

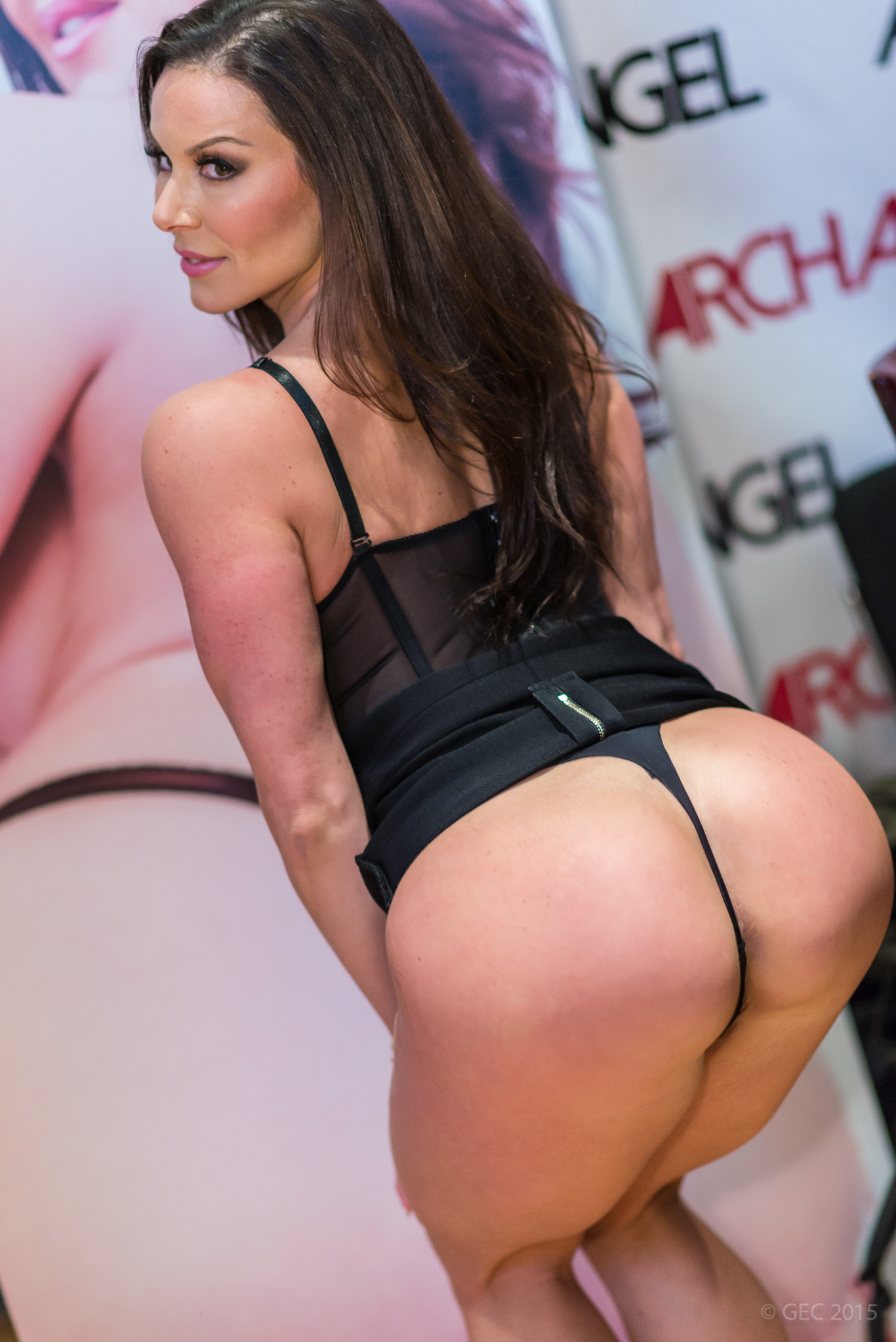
Kendra Lust en la AVN Adult Entertainment Expo en 2015.